# 祖慰
祖慰（1937年5月21日—2022年3月3日），原名张祖慰，男，原籍江苏，生于上海，中国报告文学家、小说家，曾任中国作家协会理事。

## 生平
1980年創作的代表作之一報告文學《啊!父老兄弟》揭露“文革”後期一件發生在湖北省天門縣駭人聽聞的大冤案，發表在《人民日報》，海內外數十家報刊轉載，轟動一時。但很快就遭到了整肅。在1981年的“反精神汙染”的政治海嘯中，湖北省緊跟中央，召開全省思想戰線問題座談會，該作品與白樺的《苦戀》一道，被作為“有資產階級自由化的錯誤傾向”的典型，受到時任湖北省委書記陳丕顯的批評。
祖慰1989年流亡，旅居法國巴黎，曾任《聯合報系歐洲日報》專欄作家、文化記者。他1991年加入歐洲華文作家協會，為創始會員，曾任歐洲華文作家協會副會長。2002年應臺灣交通大學邀請，任該校「駐校藝術家」與兼任副教授。
2006年應邀回中國大陸，被邀請加入電視臺《名家講壇》，主講《多元文化與多元精神迷宮》、《從世界三大移民群說到智慧的雙螺旋》、《尋求類生存和個體生存規則的平衡點——從大熊貓和蜜蜂兩種生存模型說起》、《黑眼睛對著藍眼睛——東西方美學對視》。
祖慰后任上海同濟大學教授，參與中國上海世博園設計，任2010年世博會主題館之城市足跡館的總設計師。並先後完成了貴陽、武漢、慈溪、盤錦、庫爾勒、六盤水 等城市規劃館總設計，還主導設計了文化創意產業——白城兵器博覽館、貴安新區建築藝術館、韓城“閱讀大地上的《史記》”等文化旅遊項目，被譽為中國規劃館建設資深專家。
祖慰經常接受邀請在兩岸三地舉辦講座，担任评委。

## 作品
- 小說集《心有靈犀的男孩》，臺灣遠景出版社，1989年
- 報告文學集《西行的黃魔笛》，臺灣聯經出版公司，1992年
- 散文集《面壁笑人類》，臺灣三民書局，1994年
- 藝術評傳《景觀自在――雕塑大師楊英風》，臺灣天下文化出版社，2000年[19]
- 傳記文學《朱德群傳》，上海文匯出版社，2001年1月
- 超時空藝術對話《楊英風VS米開朗基羅和畢加索》，上海學林出版社，2002年
- 傳記文學《畫布上的歡樂頌》，上海文藝出版社，2003年

## 文学成就
祖慰創作文類以報告文學為主，並寫小說和散文。祖慰的《啊，父老兄弟》《線》《快樂學院》《審醜者》《一個帶音響的名字—劉道玉》《黑體—劉再復肖像》等作品，凸顯了報告文學描寫建設成就，歌頌社會改革發展，反思深度考察社會存在的問題的特征。

## 奖项和荣誉
蟬聯四次獲中國作家協會舉辦的國家最高文學獎。
- 《線》獲1980－1981年度全國優秀報告文學獎
- 《審醜者》獲1982－1983年度全國優秀報告文學獎
- 《快樂學院》獲1984－1985年度全國優秀報告文學獎
- 《轉型人》獲1986－1987年度全國優秀報告文學獎
- 小說《矮的升華》獲全國“五四青年文學”獎 [23]

## 影響
祖慰的報告文學、小說和散文被學者研究。他被評論界稱為「怪味小說派」的代表作家。

## 观点
祖慰认为，移民文化之所以极具创意，可能是它有着异质的“双螺旋结构”。祖慰就「文化基因雙螺旋」與另一位作家謝盛友激烈辯論和爭論，在海內外文壇略有影響。